# 존재론
존재론(存在論)은 존재자(주관을 가진 존재)의 분류와 실재의 기초 구조를 다루는 (이론) 철학의 한 분과이다. 존재론의 대상 영역은 "보편 형이상학"으로 불리는 전통적인 이름과 상당 부분 일치한다. 존재론은 존재학(存在學)이라고도 불리며, 자연이나 정신 등의 특수한 존재자가 아닌 모든 존재자가 존재자인 한 공통으로 지니는 것, 존재자가 존재자로서 지니는 근본적인 규정을 고찰하는, 형이상학의 한 부분이다. 근세 초기에 생긴 용어이지만 그 내용은 고대부터 있었다. 아리스토텔레스의 제1철학(형이상학)은 존재학(存在學)이며, 중세의 스콜라 철학은 이를 계승하고 있다.
근세에 들어와 볼프는 존재론을 형이상학의 한 부분이라 하여 특수존재를 논하는 여러 부문의 총론으로 하였다. 칸트는 존재론(형이상학)을 독단론이라 하여 부정했다. 그러나 칸트 이후 새로이 부활하였으며, 특히 헤겔의 존재론이 주목된다. 현대에 와서는 하르트만, 하이데거, 들뢰즈가 특수한 존재론을 주장하고 있다.

## 참고 문헌
- 이 문서에는 다음커뮤니케이션(현 카카오)에서 GFDL 또는 CC-SA 라이선스로 배포한 글로벌 세계대백과사전의 내용을 기초로 작성된 글이 포함되어 있습니다.